# Villa Torrigiani

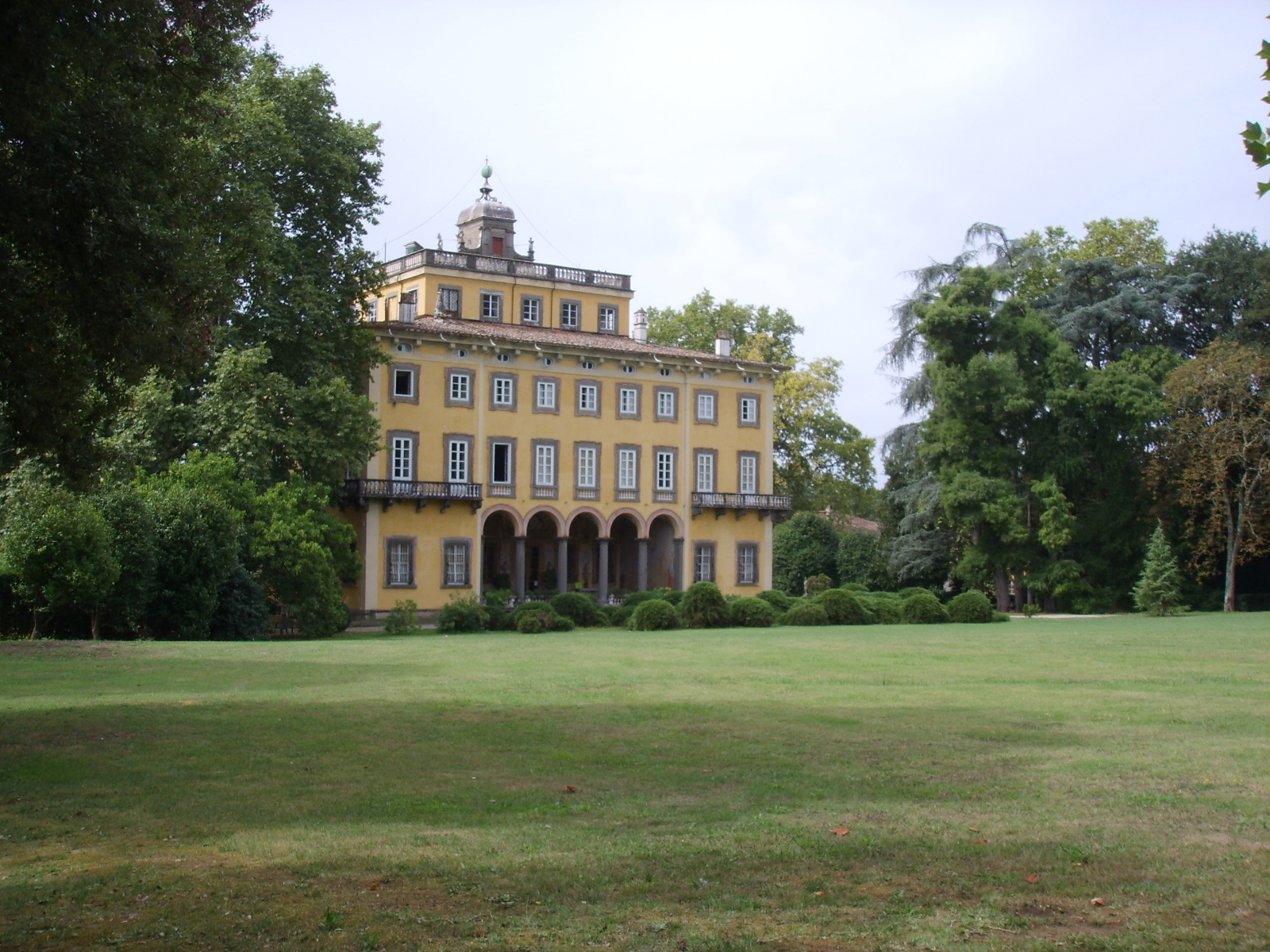
Il retro

Villa Torrigiani si trova in via del Gomberaio 3 nella frazione Camigliano del comune di Capannori (Lucca). Si tratta di una delle più lussuose e scenografiche della lucchesia e risale alla seconda metà del secolo XVI.

## Storia
La prima menzione della villa risale al 1593, come appartenente alla famiglia Buonvisi; fu poi acquistata da Nicolao Santini che sul finire del Seicento ricostruì la facciata sud in stile barocco, probabilmente attratto dall'architettura di Versailles dove egli era ambasciatore per la Repubblica lucchese. La ristrutturazione comportò l'innesto di due sproni nei fianchi della villa e la modificazione della facciata principale tramite l'aggiunta, di una imponente scala a ventaglio che porta ad una serliana, duplicata al piano superiore ma con dimensioni maggiori e di due balconi, decorati con statue. Il prospetto termina con una cupoletta.
Nel 1816 Vittoria Santini sposò Pietro Guadagni, che prese il nome della madre Torrigiani per ereditarne le proprietà familiari e il titolo di marchese quando l'antica famiglia fiorentina rimase senza altri eredi maschi.
La villa è stata usata come location nel film Una su tredici, diretto nel 1969 da Nicolas Gessner e Luciano Lucignani, con Vittorio De Sica, Sharon Tate e Ottavia Piccolo. Anche nel film di Mario Monicelli, Il marchese del Grillo con Alberto Sordi, alcune scene di interni sono state girate all'interno della villa.

## Architettura
La villa si distingue dalle altre ville lucchesi per la vivace policromia della facciata principale ottenuta sfruttando materiali diversi: pietra grigia e tufo giallo alternati nei pilastri e negli archi, marmo bianco delle statue, intonaco ocra nella parte inferiore e bianco in quella superiore. Anche l'uso dei parapetti a balaustra alle finestre o delle aperture serliane sono elementi piuttosto originali, che si riscontrano solo a Villa Mansi. L'architetto responsabile di questa decorazione fu il bolognese Alfonso Torregiani. La facciata sul retro, di stile tardo rinascimentale, è caratterizzata da un grande portico di ordine tuscanico.
All'interno è presente uno scalone ellittico, stucchi e altre esuberanti decorazioni. Nell'attico esiste un teatrino privato.

## Il parco

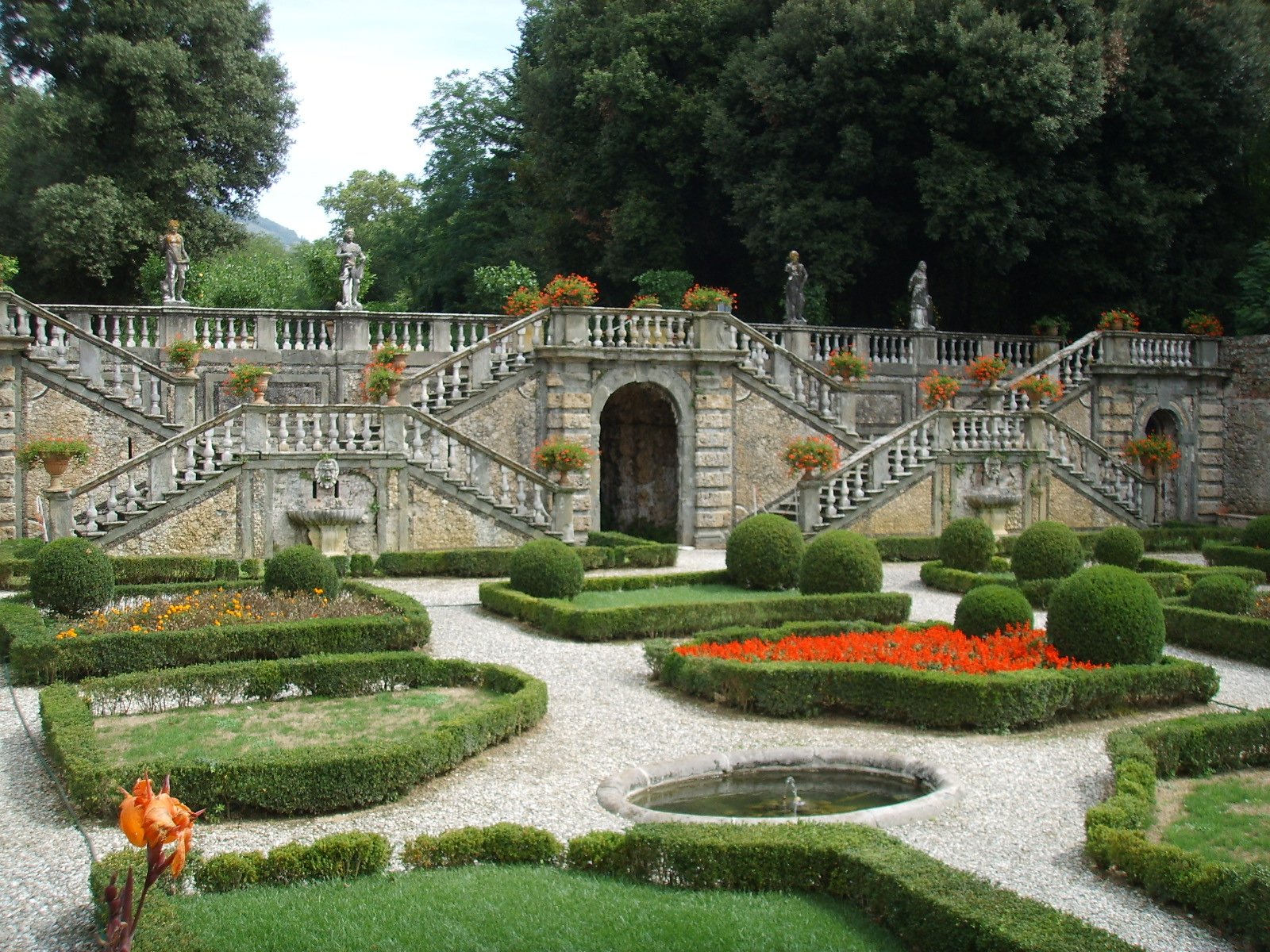
Il giardino segreto e la scalinata che nasconde il ninfeo

Una prima sistemazione del giardino risale al 1650 ad opera della famiglia Santini, anche se lo stile di giardino alla francese odierno risale soprattutto agli stravolgimenti dell'Ottocento.
Alla sistemazione più antica risale la vasca rotonda, che forma una terrazza, dalla quale, scendendo, si può arrivare al giardino segreto o di Flora, un tempo circondato da un alto muro.
L'asse principale della villa fu sottolineato da una fila di cipressi, di circa 700 metri, che esaltano in prospettiva la facciata della villa. L'alberatura è stata arretrata rispetto al ciglio della strada, dando spazio ad una fascia erbosa per enfatizzare e mettere in risalto questo percorso. Al termine del viale, in prossimità di un maestoso cancello che immette nella proprietà, è situato un piccolo borgo, una volta destinato al personale.
L'attuale giardino è il risultato di trasformazioni avvenute nel XIX secolo su un precedente impianto Seicentesco. La nuova sistemazione cercò di conservare ben saldo il rapporto edificio-giardino, mantenendo, nel fronte principale i rapporti di simmetria che si erano instaurati con il seicentesco giardino alla francese, caratterizzato da un parterre scomposto in aiuole fiorite. Davanti alle due facciate furono creati due grandi prati, circondati da alberi d'alto fusto, mentre le fasce laterali rimasero inalterate.
La parte sinistra del parco era tenuta a selvatico con all'interno una peschiera di forma ottagonale, mentre quella destra fu progettata secondo un disegno regolare in cui esistono diversi comparti che si immettono l'uno dentro l'altro, con gallerie, statue, fontane e un parterre con una voliera per uccelli esotici.
Prima troviamo la galleria verde, in cui si schiudono simmetricamente delle absidi, dove sono poste statue e fontane; poi un giardinetto, racchiuso da una rete ed utilizzato come voliera; una peschiera con zampilli d'acqua; un giardino segreto all'italiana con ninfeo e infine l'orto. Gli elementi più interessanti di questa struttura sono il giardino segreto e la peschiera. Quest'ultima era circondata da cipressi e fiancheggiata da un muro, dal quale ci si affacciava attraverso finestre ovali e si accedeva al giardino segreto mediante una rampa. La distruzione del muro ha annullato il senso di meraviglia e sorpresa che era l'elemento cardine di questa composizione.

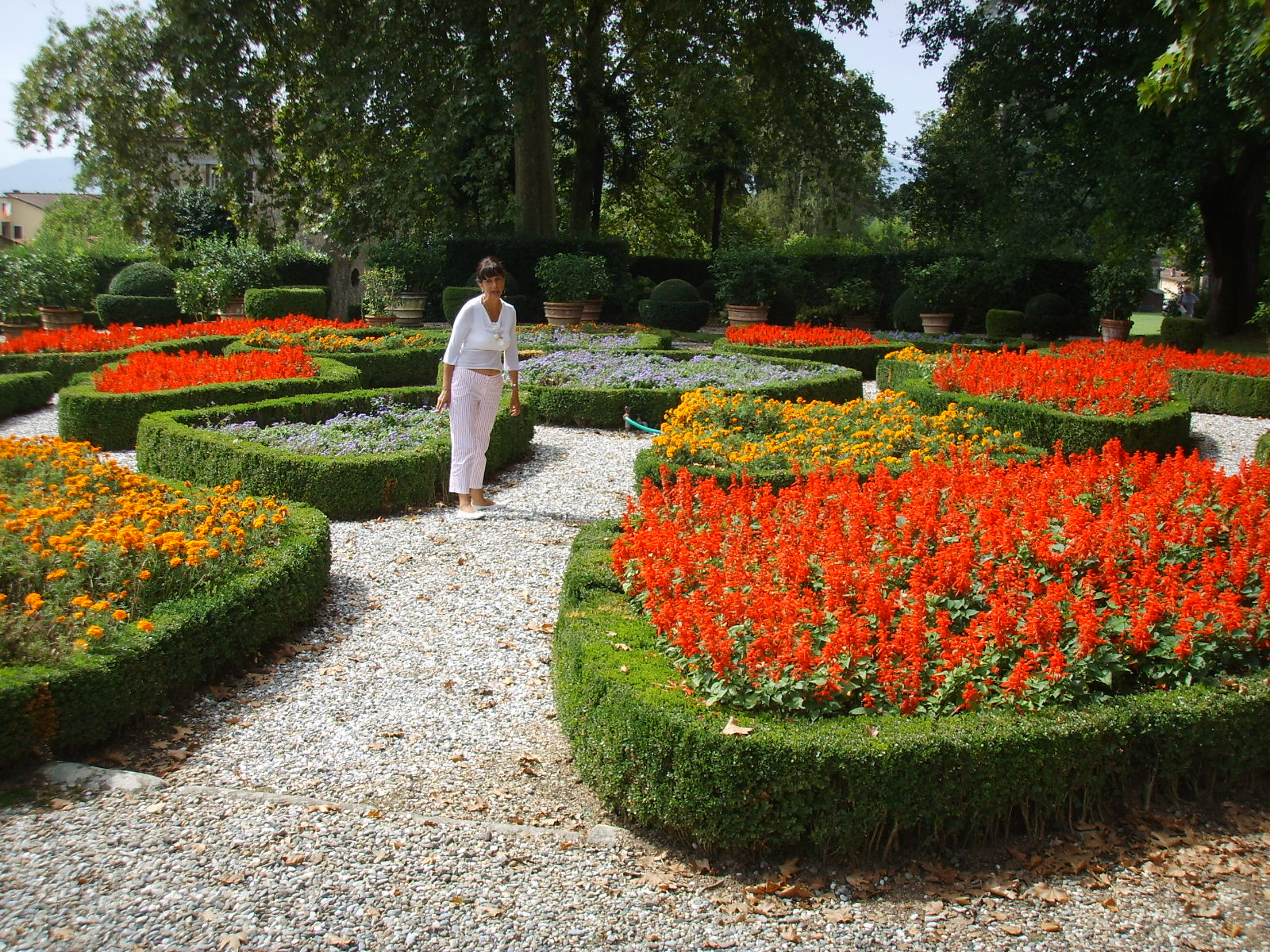
Aiuole fiorite

Il cuore del parco è però il Ninfeo dei Venti, dal nome delle statue personificanti i venti, dove convergono i percorsi monumentali del giardino: creato per stupire gli ospiti, è caratterizzato da un passaggio a tunnel sotto le scale e due grotte con statue di sapore grottesco (draghi, donne-serpente e altri animali crepuscolari come gufi e civette), il tutto arricchito da giochi d'acqua e mosaici policromi in ciottoli e coperto da una cupola decorata da mascheroni, alla fine del percorso si trova una statua di Flora. Il ninfeo e la bella scala d'accesso al giardino sono arricchiti da scherzi d'acqua che contribuiscono a un brillante alleggerimento delle forme architettoniche.
Sul retro della villa era presente una galleria alberata di fontane e statue in nicchie, ora andata quasi completamente perduta, a parte una statua di Saturno. Oggi il retro della villa ha un sapore prettamente rurale, quale tramite verso le zone coltivate in collina, raggiungibili tramite un viale di ulivi.

## Altre ville Torrigiani
- A Firenze il villino presso il Giardino Torrigiani viene talvolta indicato come Villa Torrigiani.
- In località Scandicci (Firenze) esiste un'altra Villa Torrigiani in stile rinascimentale, sede oggi di un'azienda vinicola.

## Altre immagini

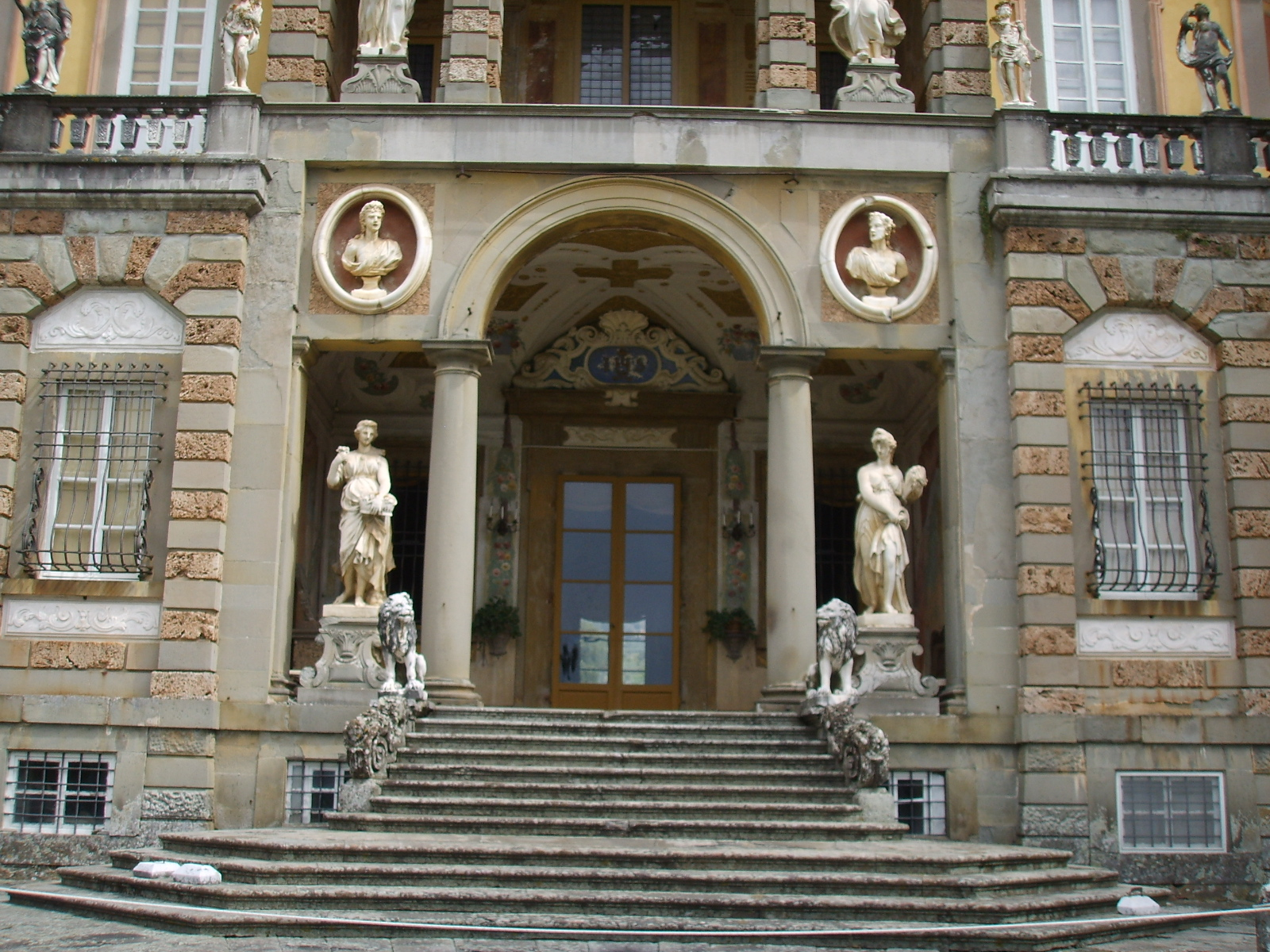
Dettaglio della facciata
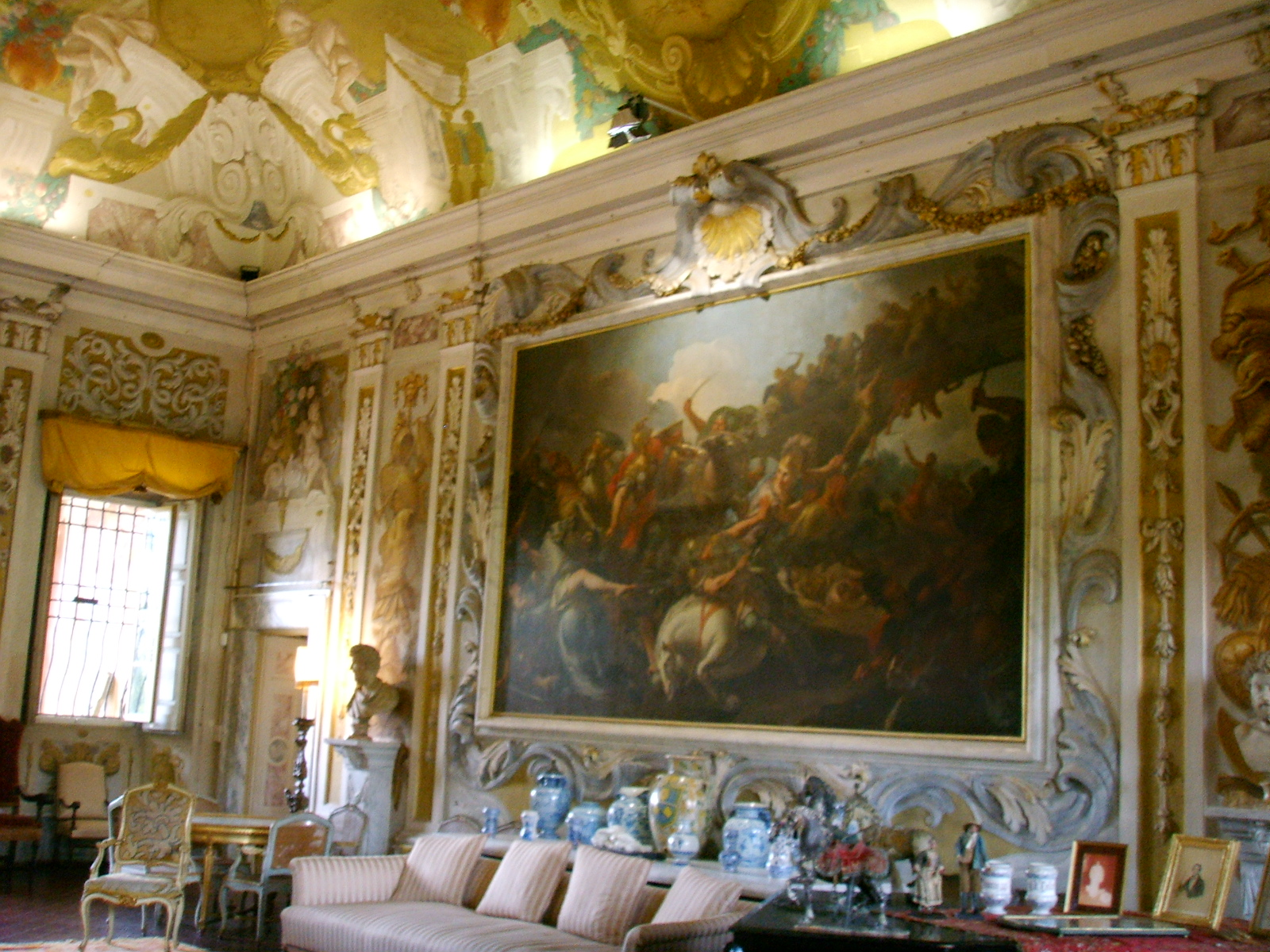
Il salone centrale
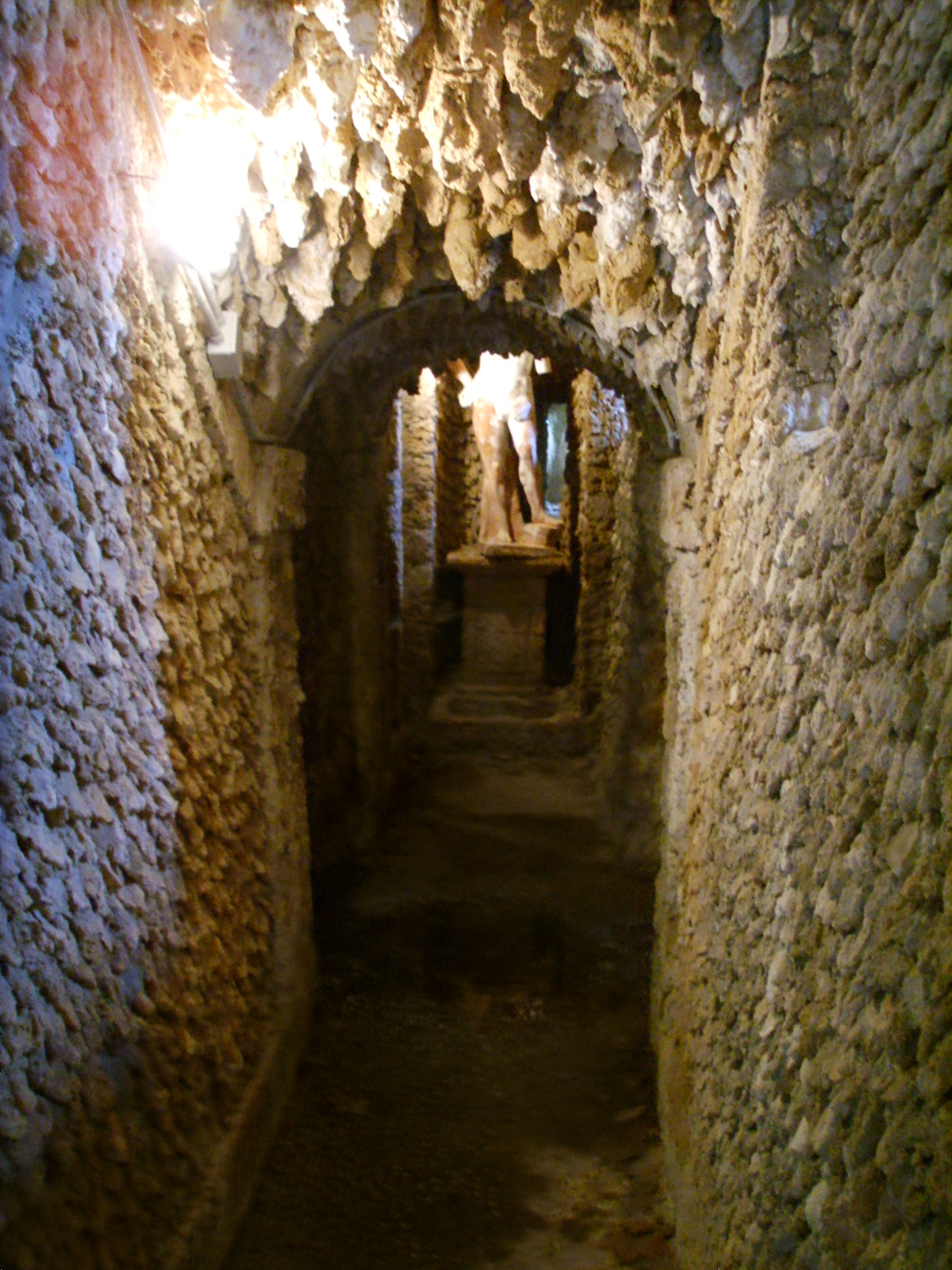
Il Ninfeo dei venti
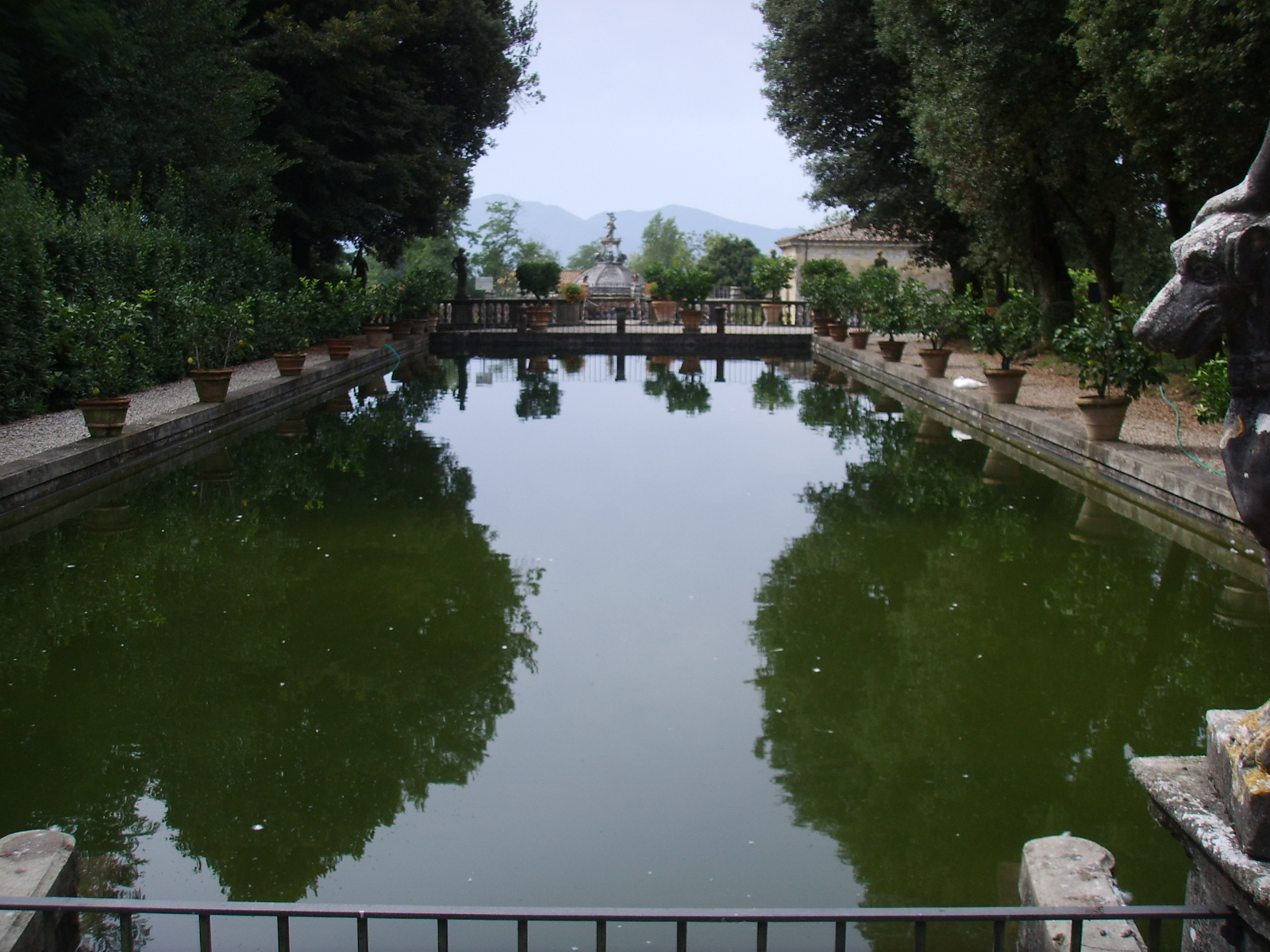
La peschiera